# Lesoir
Lesoir is een Nederlandse progressieve artrockband met zijn wortels in Limburg.
Lesoir werd opgericht in 2009 door levensgezellen Maartje Meessen en Ingo Dassen. Ze speelden tijdens de middelbare schoolperiode al in een coverbandje; daar leerden ze ook Eleën Bartholomeus kennen, maar die zat nog in een andere band Reincarnatus. Meessen en Bartholomeus studeerden aan het conservatorium. Jetten en Heumen kenden Meessen en Dassen ook al eerder, maar traden pas toe voor Luctor et Emergo (2014). 
Ze speelden in eerste instantie geheel ander repertorie: Muse, Oceansize, Alanis Morissette en Skunk Anansie. Langzaam schoof de band richting progressieve rock met als voorbeelden Anathema, Porcupine Tree, Steven Wilson en The Gathering. In 2019 tourden zij met de Poolse progressieve metalband Riverside (ook een van hun muzikale voorbeelden). Hun laatste twee albums werden geproduceerd door het duo John Cornfield & Paul Reeve, die onder ander ook met Muse werkten.
De nummers worden grotendeels geschreven door Dassen (muziek via demo) aan de hand waarvan Meessen de teksten en zangmelodielijnen uitwerkt. In de geluidsstudio wordt het aan-/ingevuld door de overige bandleden.

## Bandleden
- Maartje Meessen (zang)
- Eleën Bartholomeus (zang)
- Ingo Dassen (gitaar)
- Ingo Jetten (basgitaar)
- Bob Van Heumen (drums)

## Discografie
- Lesoir (2011)
- Transience (2013)
- Luctor et Emergo (2014)
- Latitude (2017)
- Mosaic (2020, conceptalbum)
- Push Back The Horizon (2023)